# Isaac Wolf Bernheim
Isaac Wolf Bernheim (* 4. November 1848 in Schmieheim; † 1. April 1945 Santa Monica) war ein amerikanischer Geschäftsmann, der I. W. Harper, eine bekannte Bourbon-Whiskey-Marke, schuf, die heute der weltweit tätigen Firma Diageo gehört. Der Erfolg seiner Brennerei trug dazu bei, die Gegend um Louisville, Kentucky, USA, zu einem wichtigen Zentrum der Bourbon-Herstellung zu machen. Bernheim war auch Philanthrop, der das Bernheim Arboretum and Research Forest im Bullitt County gründete.

## Frühe Jahre
Isaac Bernheim wurde in Schmieheim (heute ein Ortsteil von Kippenheim) in eine jüdische Familie geboren. Seine Eltern waren Leon Solomon und Fanny (Dreyfuss) Bernheim. Er emigrierte als 18-Jähriger im April 1867 von Freiburg im Breisgau aus in die USA. Ursprünglich wollte er in New York bei einem Onkel arbeiten, aber als dessen Firma bankrottging, musste Bernheim seine Pläne ändern. Er wurde ein Hausierer, der mit dem Pferd durch Pennsylvania reiste und Haushaltswaren verkaufte. Er machte gute Umsätze, aber als sein Pferd starb, musste er die Arbeit aufgeben.

## Whiskeybrennerei
Nach dem Tod seines Pferdes zog Bernheim nach Paducah in Kentucky und arbeitete als Buchhalter für die Schnapshandlung Loeb, Bloom & Co. Er sparte genug Geld, um seinen Bruder Bernard Bernheim nach Amerika zu holen. 1872 gründete er mit seinem Bruder und dem Freund Elbridge Palmer als stillem Teilhaber seinen eigenen Schnapshandel, Bernheim Brothers.
1875 wurde Palmers Geschäftsanteil aufgekauft und Isaacs Schwager Nathan Uri (der Bruder von Isaacs Frau Amanda) wurde Geschäftspartner, die Firma wurde umbenannt in Bernheim Brothers & Uri. Da die Firma nahe an Wasserwegen lag, wuchs sie rasch.
1888 wurde die Firma von Paducah nach Louisville verlegt (Main Street, zwischen 1st und 2nd), und 1889 verließ Uri das Geschäft. Die Firma kehrte zum ursprünglichen Namen Bernheim Brothers zurück und vergrößerte sich weiter.
Bernheim Brothers kaufte die Pleasure Ridge Park Distillery in Louisville, die dann unter dem Namen Bernheim Distillery arbeitete. Im März 1896 wurde das Lagerhaus im Pleasure Ridge Park, das gemeinsam mit einer anderen Brennerei genutzt wurde, bei einem Brand zerstört. Der Verlust des Gebäudes war von der Versicherung gedeckt, aber die Alkoholsteuer auf den verlorenen Whiskey wurde eingefordert, die Verhandlungen zogen sich bis Ende 1897 hin. Die Gerichte entschieden letztendlich, dass die Steuer aufgrund der Zerstörung des Whiskeys vor dem Verkauf nicht zu bezahlen sei. Die neue Brennerei (auf der Nordseite der Main Street, nahe 2nd) nahm im April 1897 die Arbeit auf.
Die Firma begann die Produktion eines erstklassigen Whiskeys, genannt „I. W. Harper“. (Das „I. W.“ im Namen mag eine Abkürzung für Isaac Wolf sein, als Nachname wurde aus Marketinggründen ein anderer Name gewählt, Harper hieß ein bekannter Pferdezüchter). Während der Prohibition in den USA (1920–1933) war Bernheim Brothers eine von zehn Brennereien, denen erlaubt war, Bourbon herzustellen, da sie eine Lizenz hatten, Bourbon für medizinische Zwecke zu produzieren.
1937, einige Jahre nach dem Ende der Prohibition, verkaufte Bernheim das Geschäft an  die Schenley Distilling Corporation.

## Philanthropie
Isaac Bernheim wurde ein Philanthrop. Er gründete 1929 Bernheim Arboretum and Research Forest auf 57 Quadratkilometern Land in Clermont, Bullitt County, 40 km südlich von Louisville und 8 km von Shepherdsville. Das Land kaufte er 1928 zum Preis von $1 per acre ($247/km²) – der niedrige Preis beruhte darauf, dass das Land nach dem Abbau von Silber relativ wertlos geworden war. Die Landschaftsarchitekturfirma von Frederick Law Olmsted begann 1931 mit der Gestaltung des Parks, der 1950 eröffnet wurde. Bernheim Arboretum and Research Forest wurde den Einwohnern von Kentucky in Form einer Stiftung übergeben.

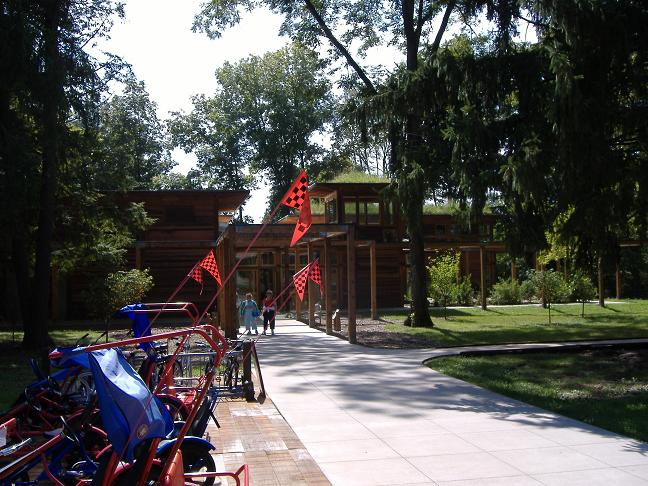
Besucherzentrum im Bernheim Arboretum and Research Forest, Clermont, Kentucky

Isaac Wolf Bernheim und seine erste Ehefrau, Amanda, sind im Bernheim Forest begraben. (Nach dem Tod von Amanda heiratete Isaac ihre Schwester Emma Uri Levy und lebte mit ihr in Denver.)
Das Denkmal „Let there Be Light“ von George Bernard Grey kennzeichnet das Grab von Isaac Wolf und Amanda Bernheim. Bernheims Tochter, sein Schwiegersohn und einige andere Familienangehörige sind ebenfalls dort begraben.

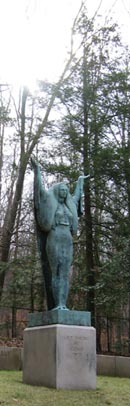
Grabmal von I. W. Bernheim im Bernheim Arboretum and Research Forest

Bernheim war ein bekanntes Mitglied der jüdischen Gemeinde und war aktiv in der Union of American Hebrew Congregations sowie dem American Jewish Committee. Er ermöglichte mit Spenden die erste Bibliothek am  Hebrew Union College in Cincinnati. In Louisville finanzierte er das erste Heim für die Young Men’s Hebrew Association, genauso wie einen Anbau an das Jüdische Krankenhaus. Bernheim war Mitglied der  Reform Movement. Seine Enkel folgen seinem Vorbild: Seine Bibliothek am Hebrew Union College wurde renoviert und beherbergt kostbare Dokumente und seltene Tora-Rollen.
Isaac W. Bernheim finanzierte auch zwei Statuen in der Skulpturenhalle des Kapitols, die einzigen Skulpturen, die privat finanziert wurden. Auch finanzierte er die Skulptur Abraham Lincolns, die vor der Hauptstelle der Louisville Free Public Library steht, sowie die Skulptur Thomas Jeffersons vor dem Jefferson-County-Gericht.
Als Isaac Bernheim im frühen 20. Jahrhundert seine Heimatstadt Schmieheim in Deutschland besuchte, fiel ihm auf, dass der Ort kein fließendes Wasser hatte, und er spendete eine große Geldsumme, die die Installation des ersten Wassersystems ermöglichte. Er ließ auch ein Altenheim und ein Kinderheim bauen.

## Die moderne Bernheim-Brennerei und der originale Bernheim-Whiskey
1992 wurde eine große Brennerei mit dem Namen Bernheim Distillery in Louisville von United Distillers eröffnet (auf der West Breckinridge Street nahe dem Dixie Highway). United besaß zu dem Zeitpunkt, als die Brennerei eröffnet wurde, auch die Rechte an der Marke I. W. Harper. Aus United wurde später Diageo, die zwar die Marke besitzt, aber nicht länger die Bernheim Distillery.
Die Bernheim Distillery wurde in den späten 1990er Jahren von Heaven Hill Distilleries gekauft, nachdem die eigene Brennerei 1996 von einem Feuer zerstört wurde, und so weit ausgebaut, dass sie die Hauptbrennerei von Heaven Hill in Bardstown. wurde.
Die Marke Bernheim Original Wheat Whiskey wurde von Heaven Hill 2005 eingeführt, benannt nach den Bernheim-Brüdern. Bernheim selbst wurde in die Whiskey Hall of Farm in Kentucky aufgenommen.
Im Frühjahr 2015 kündigte Diego an, die Marke I. W. Harper in den USA wieder herzustellen. I. W. Harper Kentucky Straight Bourbon Whiskey und Limited Edition I. W. Harper 15-Year-Old Kentucky Straight Bourbon Whiskey sind beide von den ursprünglichen I. W. Harper Bourbons inspiriert.